# Al (mythologie)
Pour les articles homonymes, voir AL.
 (août 2023).
L'Al (ou Alk) est un esprit démoniaque du Caucase, mentionné dans la mythologie perse et arménienne, en Iran, en Asie centrale et dans certaines régions du Sud de la Russie. Il n'intervient qu'à l'occasion des naissances d'enfants, attaquant les femmes enceintes et leur volant leur bébé. Il lui arriverait aussi de voler le foie des femmes. La victime et son enfant mourant dès que l'Al a trempé le foie dans l'eau, ce qu'il fait nécessairement avant de le manger.

## Étymologie et linguistique
L'Al est connu sous bien d'autres noms, notamment alk en arménien et en kurde, ol, hāl et xāl au Tadjikistan et en Afghanistan, almasti ou albasti en Asie centrale, dans les pays de langue turque, et halmasti selon les Dards.

## Al dans les traditions
Selon de nombreuses traditions du Proche-Orient, Al était le premier compagnon conçu pour Adam par Dieu. Mais comme il était fait de feu et Adam de terre, ils étaient incompatibles. L'arrivée d'Ève mit Al très en colère, et c'est pour cette raison qu'il s'attaque aux femmes enceintes (tout comme Lilith, la première épouse et seconde compagne d'Adam qui n'est pas censée avoir eu d'enfants),.
Il arrive qu'il transporte des ciseaux. Quand il porte un chapeau couvert de petites cloches, il devient invisible. Il préfère les endroits sombres et humides comme les écuries ou les coins des maisons. 
Selon la tradition arménienne, Al vole les organes des femmes à l'accouchement, comme les poumons, le foie et le cœur. Il détruit également des embryons dans l'utérus de leur mère, provoquant ainsi des fausses couches. Après avoir volé des organes, Al s'enfuit et tente de traverser le premier point d'eau qu'il trouve, car après qu'il l'a franchi, la femme ne peut plus être sauvée. Quarante jours après un accouchement, Al peut aussi voler un bébé et le remplacer par un diablotin.
L'Al ne peut pas toucher le fer. Si l'on est muni d'un bâton métallique ou d'une aiguille portée dans les vêtements, l'Al n'est plus capable de faire le mal. Dans cet état, il est généralement transformé en serviteur car il ne peut enlever l'aiguille de son propre chef. Pour protéger une future mère, une épée ou un couteau est conservé à son chevet dans le but de conjurer l'esprit. 

### Description
Al peut être masculin ou féminin, il est décrit comme mi-humain mi-animal et doté d'un œil incandescent, de grands crocs, de cheveux longs, épais et en désordre, d'ongles en laiton ou en cuivre, de dents en fer, de défenses de sanglier et de seins affaissés, un peu comme un Crone.

### Al dans la tradition afghane
Selon la mythologie afghane, ce sont des jeunes femmes aux cheveux flottants et aux ongles très longs, qui se nourrissent sur les cadavres des morts.

## Dans la fiction
Dans Le Mystère du tramway hanté, un roman court de P. Djèlí Clark, un al femelle est l'antagoniste principal du récit.